# ریو تاکاو
ریو تاکاو (انگلیسی: Ryu Takao؛ زادهٔ ۹ نوامبر ۱۹۹۶) بازیکن فوتبال اهل ژاپن است.
از باشگاه‌هایی که در آن بازی کرده‌است می‌توان به باشگاه فوتبال گامبا اوساکا اشاره کرد.